# Molophilus (Molophilus) titanius
Molophilus (Molophilus) titanius is een tweevleugelige uit de familie steltmuggen (Limoniidae). De soort komt voor in het Australaziatisch gebied.